# Bruno Keil
Bruno Keil (* 8. Juli 1859 in Havelberg; † 23. März 1916 in Leipzig) war ein deutscher Klassischer Philologe.

## Leben
Nach dem Besuch des Joachimsthalschen Gymnasiums in Berlin begann Keil 1878 ein Studium der Fächer Klassische Philologie, Klassische Archäologie und Germanistik an der dortigen Universität. Später wechselte er nach Bonn und schließlich 1881 nach Greifswald. Seine akademischen Lehrer waren Ulrich von Wilamowitz-Moellendorff, Georg Kaibel und Rudolf Hercher. Seine Dissertation (1884) beschäftigte sich mit Textproblemen der Reden des Isokrates und leistete bahnbrechende Ergebnisse. Nach einem Jahr Praktikum am Humboldt-Gymnasium in Berlin (1884/85) unternahm er Reisen nach Italien, Spanien und Frankreich. Eine feste Stelle erhielt er 1889 am Berliner Sophiengymnasium.
Im Dezember 1890 folgte Keil einem Ruf an die Universität Straßburg als außerordentlicher Professor der klassischen Philologie, der auf Ulrich von Wilamowitz-Moellendorffs Empfehlung durch Friedrich Althoff an ihn erging. Hier war er bis 1897 Kollege seines ehemaligen Lehrers Kaibel. Zum Sommersemester 1901 wurde Keil zum persönlichen Ordinarius ernannt und im folgenden Jahr nach dem Weggang von Eduard Schwartz zum Lehrstuhlinhaber. Der Philologisch-Historische Verein Straßburg im Naumburger Kartellverband ernannte ihn zum Ehrenmitglied. Rufe an die Universitäten Halle und Göttingen lehnte er ab. Zum Sommersemester 1914 verließ er Straßburg und wechselte an die Universität Leipzig. Er starb bereits am 26. März 1916 im Alter von 56 Jahren.
Keils Forschungsschwerpunkt war die Überlieferung und Textgestalt der antiken griechischen Rhetoren von der Klassik (Aischines, Demosthenes, Isokrates) über die Kaiserzeit (Ailios Aristeides, Lukian) bis zur byzantinischen Ära. In späten Jahren beschäftigte er sich auch mit epigraphischen Studien.
Bruno Keil war seit 1903 ordentliches Mitglied des Deutschen Archäologischen Instituts. 1904 wurde er zum korrespondierenden Mitglied der Gesellschaft der Wissenschaften zu Göttingen gewählt. 1915 wurde er zum ordentlichen Mitglied der Sächsischen Akademie der Wissenschaften gewählt.